# Evy Leibfarth
Evy Leibfarth (Sylva, 26 gennaio 2004) è una canoista statunitense, specializzata nello slalom.

## Biografia
Leifarth vince le prime medaglie internazionali nel luglio 2019 ai Mondiali junior di Cracovia con l'oro nel kayak cross ed il bronzo nel K1. Un mese dopo, a soli 15 anni, conquistò un oro ed un argento ai Giochi panamericani di Lima 2019.
A luglio 2021 si aggiudica un altro oro ed un bronzo ai Mondiali junior di Tacen, in Slovenia ed in settembre arriva la sua prima medaglia in un Campionato mondiale a Bratislava 2021 dove si classifica terza nell'extreme dietro a Jessica Fox e Elena Apel.
Nell'agosto 2023 partecipa ai Mondiali Under-23 di Cracovia, collezionando l'oro nel K1 ed il bronzo nel C1. Tra ottobre e novembre disputa i suoi secondi Giochi panamericani in cui si classifica prima nel K1 e terza nell'extreme.
Il 31 luglio 2024 vince la medaglia di bronzo nel C1 ai Giochi olimpici estivi di Parigi 2024.

## Palmarès
- Giochi olimpici

Parigi 2024: bronzo nel C1.
- Campionati mondiali

Bratislava 2021: bronzo nell'extreme.
- Giochi panamericani

Lima 2019: oro nel K1, argento nell'extreme.
Santiago 2023: oro nel K1, bronzo nell'extreme.